# Bradwell (Derbyshire)
Bradwell – wieś i civil parish w Anglii, w hrabstwie Derbyshire, w dystrykcie Derbyshire Dales. Leży 49 km na północ od miasta Derby i 230 km na północny zachód od Londynu.